# Elliot Del Borgo
Elliot Anthony Del Borgo (Port Chester (New York), 27 oktober 1938 – 30 mei 2013) was een Amerikaans componist, muziekpedagoog, dirigent en trompettist.

## Levensloop
Del Borgo studeerde aan de State University of New York te Potsdam en behaalde aldaar in 1960 zijn Bachelor of Science. Daarna ging hij naar de Temple University in Philadelphia (Pennsylvania) en vervolgens aan het Philadelphia Conservatory of Music (PCM) in Philadelphia (Pennsylvania), waar hij muziektheorie en compositie bij Vincent Persichetti en trompet bij Gilbert Johnson studeerde. Hij behaalde aldaar zijn Master of Music. Tot zijn leraren behoorden verder: Robert Washburn (compositie), Harry I. Phillips en N. Brock McElheran (HaFa-directie).
Van 1960 tot 1965 was hij docent voor trompet in Philadelphia en in de staat Pennsylvania. In 1966 werd hij tot professor voor compositie, HaFa-directie, orkestratie, contrapunt, trompet en muziektheorie aan de Crane School of Music van de State University of New York (SUNY) te Potsdam benoemd. In deze functie bleef hij tot 1995, waarbij hij van 1988 tot 1991 hoofd van de afdeling compositie en muziektheorie was. Hij is een veelgevraagd referent en gastdirigent bij universiteiten, conservatoria en orkesten in de hele Verenigde Staten. Hij was vaste dirigent van 1972 tot 1987 bij het zomer program te Scarborough (Canada). In de tijd van 1979 tot 1985 was hij dirigent van het Crane Wind Ensemble.
Het oeuvre van Del Borgo omvat meer dan 600 werken voor bijna alle genres. Voor de muziek tijdens de Olympische Winterspelen 1980 te Lake Placid was hij verantwoordelijk en schreef zelf verschillende werken ervoor. Hij schreef zowel werken voor beginners als voor professionals.

## Composities

### Werken voor orkest
- 1999 The Steppes of Russia
- Aboriginal Rituals
- Andover Holiday
- Arlington Sketches
- Battle Hymn Fantasia
- Celtic Trilogy, voor strijkorkest
- Classic sinfonia
- Clog Dance
- Concerto for Orchestra Nr. 4
- Concerto grosso
- Coronation march
- Coventry Fantasia, voor strijkorkest
- Dance szenario
- Danse Infernale, voor strijkorkest[2]
- Danza antico
- Divertimento
- Double trouble
- The Dreidel

- Encore!Encore!, gebaseerd op de Can Can vanuit Gaiete Parisienne van Jacques Offenbach
- Entry of the nobles
- Erin Isle Sketches, voor strijkorkest
- Fantasia on Amazing graze
- God rest ye merry gentlemen
- Grand Russian Fantasia, voor strijkorkest
- Gregorian christmas
- Gregorian Rhapsody
- Guard of Honor, voor strijkorkest
- Highride Overture
- Hymn Song Fantasia
- Irish Suite
- Joyous Sounds of Christmas, voor strijkorkest
- Joyouse Suite of Carols
- Lo'how a rose e'er blooming
- Londonderry Air
- Marche Oriental
- Overture Classique

- Passacaglia in D-Major
- Petite Overture
- Prestidigious Pizzicato, voor strijkorkest
- Royal Court Dance
- Rustic Dance
- Scene de la mer
- Shaker Fantasia
- Sinfonia a la Danza, voor strijkorkest
- Sinfonia a tre
- Sinfonia in g
- Sonatine classique
- Sonatine in G-Major
- Stringchant
- Suite Francaise
- Swing into Strings
- Tryptich for christmas
- Waltz tryptich
- Wexford Circle

### Werken voor harmonieorkest
- 1973 · Music for Winds and Percussion
- 1974 · Adagio for Winds
- 1975 · Commemoration Overture
- 1976 · Symphonic Sketches
- 1976 · Toccata i dodici
- 1978 · Do not go gentle in that good night[3]
- 1980 · Rhapsody for Band
- 1980 · Chant Variants - Gregorian Variants, symfonische variaties over de gregoriaanse Psalm Veni Creator Spiritus
- 1981 · Rituale
- 1983 · Cantica sacra
- 1984 · Psalm and Celebration
- 1984 · Statements
- 1984 · Vistas
- 1985 · Canzonetta
- 1985 · Festa
- 1985 · Jubiloso
- 1985 · Prelude, Passacaglia and Fugue
- 1986 · Ring of Honor
- 1986 · Sinfonia marciale
- 1987 · Centennial Ode
- 1987 · Gaelic Rhapsody
- 1987 · Sunridge
- 1989 · A Christmas Fantasia
- 1989 · Centennial Celebration
- 1989 · Triumphant Overture
- 1990 · Hampshire Sketches
- 1990 · Lancaster Overture
- 1990 · Symphonic Suite
- 1992 · Blue Ridge Holiday
- 1992 · Festive Anthem
- 1992 · Overture for a Festival
- 1992 · Overture for Winds

- 2001 · Ritual Dances
- 2002 · Lest we forget - A Fantasia on Civil War Songs of the North and South - tekst: Abraham Lincoln "Second Inaugural address" (1865)
- 2003 · Sea Trilogy
- 2003 · New England Suite
- 2004 · A Good Kings Christmas
- 2004 · Dies Irae gebaseerd op de sequens van Jacopone da Todi (1230-1306)
- A flemish carol
- An American Trilogy
- Ancient Air and Variant (gebaseerd op het gregoriaans "Tantum ergo")
- Battle Cry of Freedom
- Bolero
- Canadian Rhapsody
- Canadian Voyageur
- Canterbury overture
- Celebrate Christmas
  1. Joy to the World
  2. O Come, O Come, Emmanuel
  3. Greensleeves
  4. Angels We Have Heard On High
- Chant rituals[4]
- Chesapeake
- Choral and canon
- Choral and Variant
- Christmas Jubilee
- Corinthian Overture
- Dodecaphonic Essay, voor klarinetkoor[5]
- Dona Nobis Pacem, voor klarinetkoor
- Dramatic Essay

- Fantasia al Italia
  1. Finiculi Funicula
  2. Tourna Sorrento
  3. La Tarantella
- Festive Toccata
- Fire Dance
- Five Songs of China
- Heraldic Legend
- Homage Persichetti
- Hopak voor klarinetkoor
- Irish Rhapsody
- Irish Suite voor klarinetkoor
- Irish Suite voor saxofoonkwartett
- Israeli Tryptich
  1. Hanukah Song
  2. Hatikvah
  3. Havah Nagilah
- Jesu, bleibet meine Freude, van (Johann Sebastian Bach) für Klarinetten-Chor gesetzt
- Kachina Dance
- Lux Aeterna
- Mystic Mountain
- Noel Variants
- ...of Memory and Love
- Partita
- Prelude and Toccata
- Simple Gifts
- Slane
- Symphonic Essay
- Symphonic Legend
- Tryptich
- Tryptich II
- Variants on a New England Hymn

### Missen en gewijde muziek
- A Sinfonian Prayer, voor gemengd koor
- Gloria in Excelsis, voor driestemmig gemengd koor (SAB)
- Glory to God, voor gemengd koor
- Lamb of God, voor driestemmig gemengd koor (SAB)
- Missa Brevis, voor driestemmig gemengd koor (SAB)
- Sing to the Lord a New Song, voor gemengd koor

### Muziektheater

#### Balletten
| Voltooid in | titel                       | aktes | première | libretto | choreografie |
| ----------- | --------------------------- | ----- | -------- | -------- | ------------ |
|             | Drum Taps                   |       |          |          |              |
|             | The Legend of Barbara Allen |       |          |          |              |

### Werken voor koren
- A Far Country, voor gemengd koor
- Closing Music–1980 Winter Olympics, voor gemengd koor
- Dover Beach, voor gemengd koor
- Evergreen, voor zesstemmig gemengd koor (SSAATB), dwarsfluit en gitaar
- New York, New York, voor zesstemmig gemengd koor (SSAATB)
- Stopping by Woods on a Snowy Evening, voor gemengd koor
- Tomorrow, voor gemengd koor (SATB) en harmonieorkest
- Trilogy, voor gemengd koor
- Two Shakespearean Sonnets, voor gemengd koor

### Vocale muziek
- Alleluia, voor zangstem en piano
- It May Not Always Be So, voor zangstem en piano
- My Uncle Sol, voor zangstem en piano
- O Captain, My Captain, voor zangstem, hoorn en piano
- Tears, Idle Tears, voor zangstem en piano
- Three Songs, voor zangstem, klarinet en piano

### Werken voor slagwerk
- Dimensions
- Drum-Check, voor slagwerksextet
- Essay for percussion, voor slagwerksextet
- Holiday for Drums, voor slagwerkkwintet
- Mosaics for Percussion, voor slagwerkkwintet
- Preludio for Percussion, voor slagwerksextet
- Rondo for five, voor slagwerkkwintet
- Scenario for Percussion, voor slagwerkkwintet
- Sound Scape I, voor slagwerksextet